# Kavalan
Kavalan är ett taiwanesiskt whiskydestilleri. Försäljningen startade 2008, och whiskyn har vunnit flera internationella priser. Destilleriet har årligen över en miljon besökare (2019)..

## Produkter

### Whiskysorter (urval)
- Kavalan Classic Single Malt
- Kavalan Concertmaster Port Cask Finish
- Kavalan Solist Vinho Barrique
- Kavalan Juuls Cask

### Gin
Sedan 2019 tillverkar bolaget även gin. Till skillnad från de flesta gintillverkare använder Kavalan mältat korn som destilleras tre gånger. För smaksättning används bland annat lokala frukter som guava och kumquat.